# Скала (футбольный клуб, Стрый, 2004)
«Скала́» (укр. «Скала») — украинский футбольный клуб из города Стрый. Основан в 2004 году под названием ФК «Моршин». Профессиональный статус получил в 2009 году, который в 2018 потерял. В период с 2004 по 2011 годы представлял город Моршин.

## Прежние названия
- 2009—2010: ФК «Моршин» Стрый
- февраль 2010 — февраль 2011: «Скала» Моршин
- с февраля 2011: «Скала» Стрый

В Детско-юношеской футбольной лиге
- 2004—2007: ФК «Моршин» Моршин
- 2007—2009: ФК «Моршинская» Моршин
- 2009: ФК «Скала» Моршин

## История

### Детско-юношеский футбольный клуб
В 2004 году по инициативе и финансовой поддержке торговой марки «Моршинская» в городе Моршине был создан детско-юношеский футбольный клуб «Моршин». Тренером был избран Олег Лозинский. Дебют тренера и команды состоялся летом 2004 года на Моршинском стадионе в товарищеском матче против ДЮСШ-15 (Киев). В клуб стали привлекать молодых футболистов города и района, и осенью 2004 года команда 1991 г. р. дебютировала в детско-юношеской футбольной лиге Львовской области. В первом сезоне моршинцы заняли высокое 2-е место. В межсезонье команда провела учебно-тренировочные сборы на футбольных базах команд Премьер-лиги «Шахтёр» и «Динамо».
В сезоне 2005/06 ФК «Моршин» дебютировал в первой лиге ДЮФЛ Украины двумя возрастными командами. Тренером U-17 был назначен бывший игрок львовских «Карпат», мастер спорта Украины Анатолий Петрик, а U-15 — Олег Лозинский. В своём дебютном сезоне моршинская команда заняла третье общекомандное место, уступив командам «Спартак» (Ивано-Франковск) и СДЮШОР «Калуш».
В 2006 году команда ФК «Моршин» приняла участие в XII Международном молодёжном футбольном турнире «Dobiegniew Cup 2006» в Польше и провела учебно-тренировочный сбор в городе Ужгород. Тренерский состав прошёл стажировку в команде-лидере молдавского футбола — ФК «Шериф» (Тирасполь). А в 2007 и 2008 году юные футболисты вместе со своими тренерами были на учебно-тренировочных сборах в ФК «Шериф». Тренерский штаб проходил стажировку в ФК «Шахтёр» (Донецк), где ему проводили семинары бывшие игроки «дончан» и сборной Украины Геннадий Орбу, Сергей Ковалёв, Валерий Кривенцов и Сергей Попов.
В сезоне 2006/07 ФК «Моршин» занял второе общекомандное место (команда U-17 в своей группе была первой, а игроки U-15 — третьими). Команда U-17 получила возможность выступить в финальной части соревнований в Киеве. В сезонах 2007/08 и 2008/09 моршинцы вновь занимали второе общекомандное место.
В сезоне 2009/10 детско-юношескими командами клуба U-17 (тренеры Романюк Р. В., Царица А. Р.) и U-15 (тренер Яичник В. С.) была выполнена задача — выход в Высшую лигу Детско-юношеской футбольной лиги Украины. Команда U-17, заняв первое место в своей группе и выиграв стыковой матч, получила право участвовать в финальной части в г. Никополь 22—23 июня, где заняла третье место.
25 декабря 2009 года ООО «ФК „Моршин“» было переименовано в ООО «ФК „Скала“» (Моршин).

### Профессиональный футбольный клуб
Для того чтобы молодые воспитанники ДЮФК имели возможность оставаться в команде после перехода во взрослый футбол, в начале июля 2009 ФК «Моршин» получил аттестат Федерации футбола Украины, который дал право участия во Всеукраинских соревнованиях по футболу среди профессиональных команд второй лиги сезона 2009/10. После этого клуб получил членство в ПФЛ. Перед стартом во второй лиге молодая команда Моршина была усилена игроками любительского клуба «Скала» из соседнего Стрыя, который выступал в чемпионате Львовской области. Сама «Скала» с этого момента была расформирована.
В чемпионате Украины среди команд второй лиги ФК «Моршин» был зарегистрирован в Моршине, но проводил матчи на стадионе «Сокол» в Стрые и во всех официальных документах первого круга чемпионата 2009/10 представлял именно Стрый. Стрыйские болельщики во время матчей «Моршина» регулярно разворачивали плакаты с текстом «Мы не Моршин — мы Скала», тем самым воздействуя на руководство клубов.
17 февраля 2010 постановлением № 5 Центрального Совета ПФЛ было утверждено изменение названия ООО «Футбольный клуб „Моршин“» на ООО «Футбольный клуб „Скала“» и юридический адрес с ул. Сечевых Стрельцов, д. 27/2 г. Моршин Львовской области на ул. Ивана Франко, д. 27 в г. Моршин Львовской области. Так появилась «Скала» (Моршин). В феврале 2011 года клуб стал называться «Скала» Стрый в честь футбольного клуба, исторически существующего в данной местности с 1911 года.
С 2010 года на эмблеме команды значится «1911» — год основания прежде существовавшей команды «Скала», хотя этот клуб имеет с исторической «Скалой» только общее название.

## Статистика официальных выступлений
| Сезон   | Лига   | Место | И  | В  | Н | П  | ГЗ | ГП | О  | Кубок Украины | Примечания |
| ------- | ------ | ----- | -- | -- | - | -- | -- | -- | -- | ------------- | ---------- |
| 2009/10 | II     | 11    | 20 | 1  | 3 | 16 | 11 | 40 | 6  | 1/32 финала   |            |
| 2010/11 | II     | 7     | 22 | 10 | 5 | 7  | 26 | 19 | 35 | 1/32 финала   |            |
| 2011/12 | II     | 9     | 26 | 8  | 4 | 14 | 26 | 36 | 28 | 1/32 финала   |            |
| 2012/13 | II «A» | 5     | 20 | 9  | 6 | 5  | 19 | 15 | 33 | 1/32 финала   |            |
| 2013/14 | II     | 18    | 35 | 8  | 3 | 25 | 22 | 60 | 27 | 1/32 финала   |            |
| 2014/15 | II     | 5     | 27 | 11 | 5 | 11 | 29 | 34 | 38 | 1/32 финала   |            |
| 2015/16 | II     | 5     | 26 | 13 | 7 | 6  | 41 | 23 | 46 | 1/32 финала   | Повышение  |
| 2016/17 | I      |       |    |    |   |    |    |    |    | 1/32 финала   |            |